# Ma Zhenzhao
Ma Zhenzhao (chiń. 马振昭; ur. 24 kwietnia 1998) – chińska judoczka, olimpijka z Tokio (2020), gdzie zajęła siedemnaste miejsce w wadze półciężkiej i medalistka olimpijska z Paryża (2024).
Wicemistrzyni świata w 2022, piąta w 2018 i 2023, siódma w 2019; uczestniczka zawodów w 2024. Startowała w Pucharze Świata w 2019 i 2023. Złota medalistka igrzysk azjatyckich w 2022 i brązowa w 2018. Zdobyła cztery medale mistrzostw Azji w latach 2017 - 2022.

## Letnie Igrzyska Olimpijskie 2020
| Konkurencja | Eliminacje              | Klas. końcowa |
| Konkurencja | Przeciwnik I            | Miejsce       |
| ----------- | ----------------------- | ------------- |
| 78 kg       | Bernadette Graf (AUT) P | 17.           |